# Carpilius
Carpilius là một chi cua trong họ Carpiliidae. Một trong số những loài thuộc chi này có độc tố, khi ăn có thể gây ngộ độc thực phẩm dẫn đến tử vong. Loại cua này to gần bằng lòng bàn tay, trên mai có nhiều chấm tròn màu đỏ sẫm. Ngư dân đi biển rất hay gặp loại cua này nhưng vì loài này ít thịt, bán không được nên thường đem bỏ đi.

## Các loài
Chi này chứa các loài sau đây:
| Hình ảnh | Tên khoa học                         | Phân bổ |
| -------- | ------------------------------------ | --- |
|          | Carpilius convexus (Forskål, 1775)   | Indo-Pacific, from Hawaii to the Red Sea and South Africa                                                     |
|          | Carpilius corallinus (Herbst, 1783)  | western Atlantic Ocean from the coast of Florida to Brazil including the Gulf of Mexico and the Caribbean Sea |
|          | Carpilius maculatus (Linnaeus, 1758) | from Hawaii to Mozambique and South Africa                                                                    |

## Độc tố
Đã có trường hợp một người ăn phải loài cua Carpilius maculatus này, luộc cua ăn, sau ăn thấy mệt, nôn ói nhiều, được gia đình đưa đi viện cấp cứu nhưng đã tử vong. Sự việc là nạn nhân thấy mấy con cua có màu sắc sặc sỡ nên đem về luộc ăn. Sau khi ăn xong, thấy mệt trong người và đi ngủ. Khi tỉnh giấc, bị nôn ói liên tục nên được người nhà đưa đến bệnh viện cấp cứu, được cấp cứu nhưng bệnh nhân có biểu hiện xuất huyết dạ dày, hôn mê sâu. 